# Deiphobe mesomelas
Deiphobe mesomelas är en bönsyrseart som beskrevs av Olivier 1792. Deiphobe mesomelas ingår i släktet Deiphobe och familjen Mantidae. Inga underarter finns listade i Catalogue of Life.